# Hellmut Wolff
Alfred Kurt Hellmut Wolff (* 30. März 1906 in Sirmione, Italien; † 22. März 1986) war ein deutscher Astrologe und Mystiker.

## Leben
Sein Vater war Offizier und so durchlief er seine Schul- und Studienzeit an den verschiedensten Orten Deutschlands, unter anderem in Karlsruhe, Freiburg, Tübingen und München. Ursprünglich wollte er Theologie studieren, entschied sich dann jedoch für die Heilpädagogik.
Zuletzt lebte er mit seiner Frau Bernadette, seinem Sohn Rainer und seiner Tochter Dagmar in Markt Rettenbach. In den letzten zehn Jahren seines Lebens hielt er an die 1000 Vorträge, die auf Kassetten und Videobändern aufgezeichnet sind. Seine Frau gründete den Bernadette-Wolff-Verlag, über den die Ton- und Videoaufzeichnungen erhältlich sind.

## Werke
- Gib deine Hand: Die Sprache der Handausdrucksformen
- Lehrkursus Handexpertise 26 Tonkassetten
- Siderische Pendelpraxis; 1950; Uranus-Verlag
- Morgendämmerung der neuen Zeit: Vom Sinn im Sein. Verlag Via Nova. ISBN 978-3-928632-11-9